# Algo está cambiando (canción)
«Algo está cambiando» es una canción de la cantante y compositora mexicana Julieta Venegas. Lanzada a finales de 2004 como tercer sencillo de su tercer álbum de estudio Sí. Es la primera canción que llega al número uno en varias listas del Billboard y también en la radio mexicana. Entró a los tops de varios países de América Latina y en España. La historia basada en varias versiones de una persona es creatividad de Jeanine Anuel joven creativa de MTV México.

## Canción
La canción fue escrita por Coti Sorokin y Julieta Venegas y producida por ellos mismos. Ocupando los primeros sitios de las listas de Billboard, Latinoamérica, España y México.
Trata de afrontar los cambios naturales que se dan entre dos personas, pues nadie puede evitar la rutina y el cambio natural de las personas pero como si hay amor ambas personas se sobrepondrán a los cambios.

## Video
El vídeo muestra a Julieta entrando a un departamento donde deja sus llaves, quitándose su chamarra, corre para contestar el teléfono pero tira un florero de una mesa, aparece una foto de una pareja junta, nadie le responde en el teléfono y vuelve a salir del apartamento, salen Julietas colgadas en el portaabrigos, primero una y conforme avance el vídeo sale más, vuelve a entrar al departamento y se repite la historia pero ahora con distintas llaves y floreros y la foto de la pareja está más separada aun a medida que avanza el vídeo, al final se ve cómo todo cambia, responde el teléfono y comienza a platicar sentada en el suelo. La historia y dirección es de Jeanine Anuel MTV México.    
| Año  | Lista                              | Posición |
| ---- | ---------------------------------- | -------- |
| 2004 | Los 100 + Pedidos del 2004 (Norte) | 56       |
| 2004 | Los 100 + Pedidos del 2004 (Sur)   | 57       |

## Lista de canciones
CD sencillo
1. "Algo está cambiando" - 4:00

## Posicionamiento en listas

### Listas
| Lista (2004-05)                                   | Posición máxima |
| ------------------------------------------------- | --------------- |
| Argentina (Top 20 Argentina)                      | 18              |
| Chile (Chile Top 20)                              | 3               |
| Estados Unidos (Billboard Latin Songs)            | 4               |
| Estados Unidos (Billboard Latin Pop Songs)        | 1               |
| Estados Unidos (Billboard Regional Mexican Songs) | 1               |
| México (Top 10 México)                            | 1               |

## Sucesión en listas
| Predecesor: «Me dedique a perderte» de Alejandro Fernández | Top 10 México — Sencillo número uno 6 de diciembre de 2004 — 12 de diciembre de 2004 | Sucesor: «Nada valgo sin tu amor» de Juanes |

## Premios y nominaciones
- Latin Billboard
  - Tema Latino Pop del Año - Nominación

## Versiones
- Algo Está Cambiando (Versión Original)
- Algo Está Cambiando (MTV Unplugged).